# Muntendam

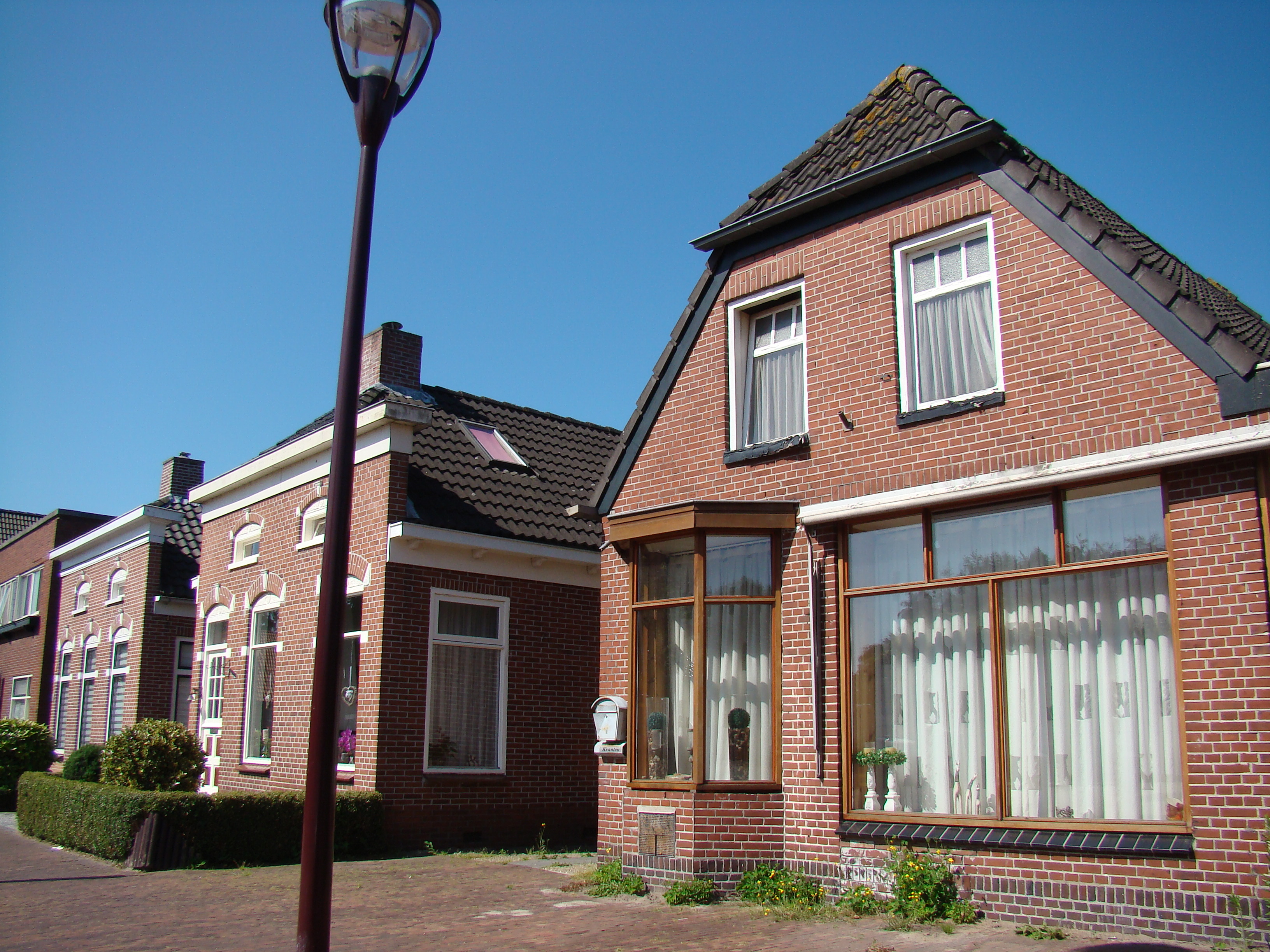
Edifici di Muntendam

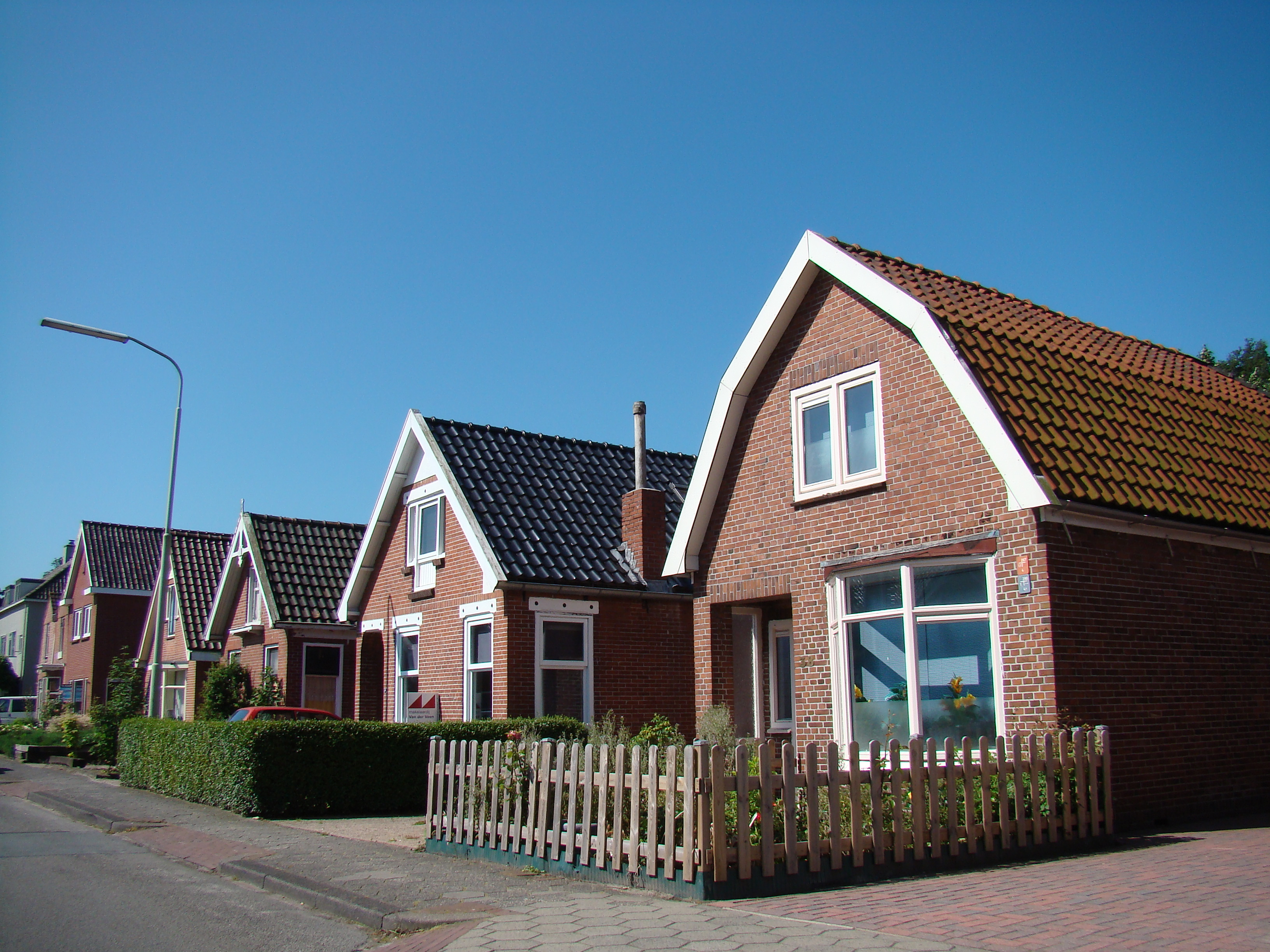
Altri edifici di Muntendam

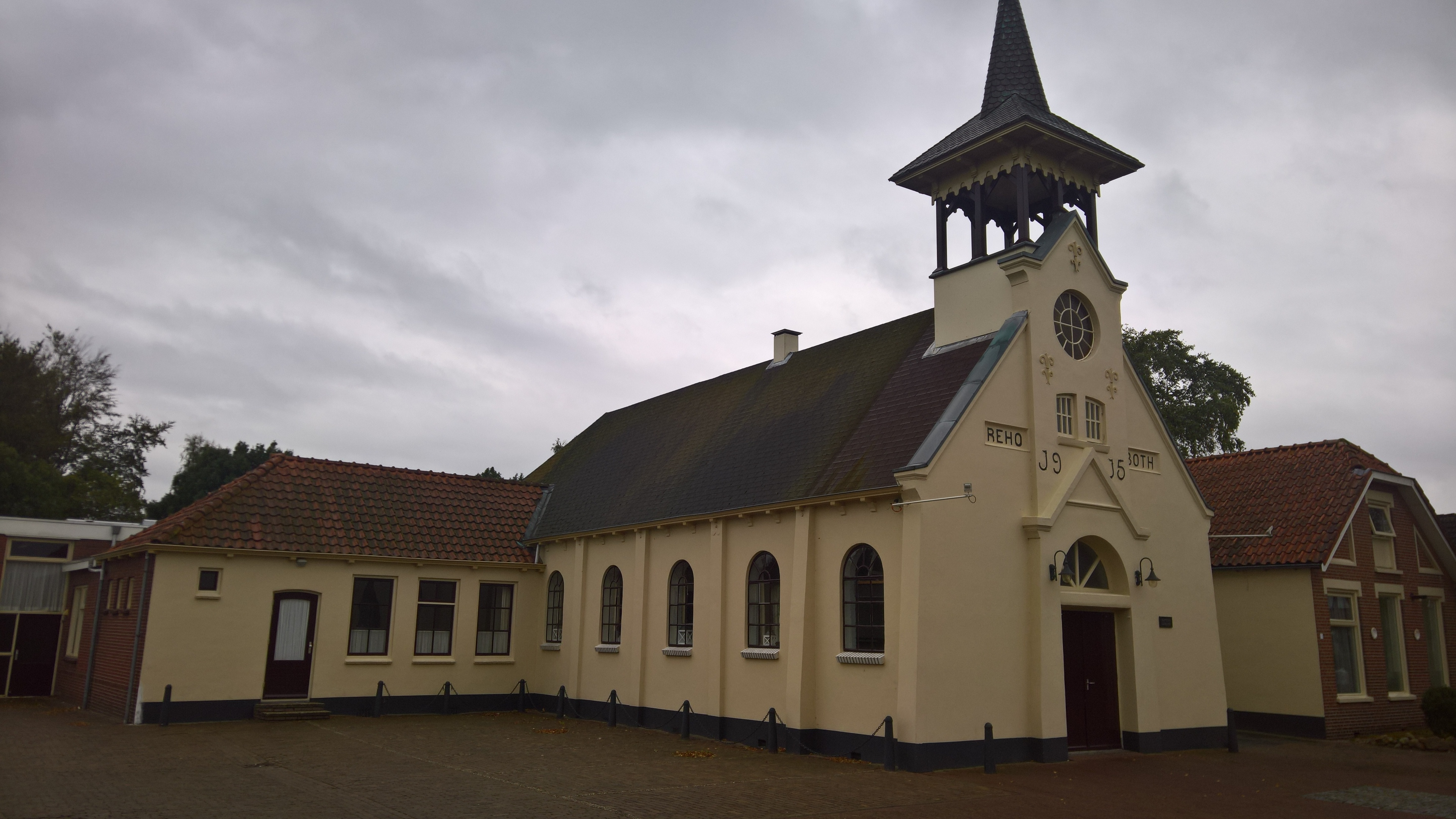
Muntendam: il Rehoboth

Muntendam è un villaggio (dorp) di circa 4 800 abitanti del nord-est dei Paesi Bassi, facente parte della provincia di Groninga (Groningen) e situato nella regione di Veenkoloniën. Dal punto di vista amministrativo, si tratta di un ex-comune, nel 1990 accorpato alla municipalità di Menterwolde (di cui era il capoluogo), comune a sua volta inglobato nel 2018 nella nuova municipalità di Midden-Groningen.

## Geografia fisica
Muntendam si trova a pochi chilometri ad ovest delle località di Winschoten, Oude Pekela e Nieuwe Pekela e a pochi chilometri ad est/sud-est di Hoogezand, tra le località di Veendam e Zuidbroek (rispettivamente a nord della prima e a sud della seconda).

## Origini del nome
Il toponimo Muntendam significa letteralmente "diga sul fiume Munte". Fu infatti realizzata una diga per dividere e proteggere il villaggio dal polder sul fiume Munte (ora: Munter Ee).

## Storia

### Dalle origini ai giorni nostri
Il villaggio di Muntendam venne menzionato per la prima volta nel 1391.
Nel 1637, con la realizzazione del Muntendammerdiep (o Meedenerdiep), il canale tra Veendam e il Winschoterdiep. il villaggio rimase isolato dalle località vicine.
Nel 1820, Muntendam, che in precedenza aveva fatto parte della municipalità di Zuidbroek, divenne un comune indipendente.
Vent'anni dopo, venne fondata a Muntendam la prima azienda per la produzione di fecola di patate della provincia di Groninga. In seguito, il villaggio divenne noto per la ditta dei fratelli Otten, che tra il 1956 e il 1994 produceva caravan.

### Simboli
Lo stemma di Muntendam si compone di due righe verticali verdi (su una delle quali è raffigurata un'aquila) inframenzzate da una riga verticale gialla.
La riga gialla simboleggia la diga sul fiume Munte.

## Monumenti e luoghi d'interesse
Muntendam vanta 2 edifici classificati come rijksmonumenten.

### Architetture religiose

#### Hervormde Kerk
Principale edificio religioso di Muntendam è la Hervormde Kerk ("chiesa protestante"), situata al nr. 17 della Kerkstraat e costruita nel 1840.
All'interno della chiesa, si trova un organo realizzato nel 1864 da P. van Oeckelen.

#### Rehoboth
Sempre lungo la Kerkstraat (segnatamente al nr. 120), si trova un altro edificio religioso, il Rehoboth, realizzato nel 1898.

### Architetture civili

#### Heemtuin Muntendam
Altro luogo d'interesse è lo Heemtuin Muntendam, un parco di 50 ettari che ospita vari tipi di piante e animali, realizzato nel 1982.

## Società

### Evoluzione demografica
Al censimento del 2020, Muntendam contava una popolazione pari a 4 845 abitanti, in maggioranza (50,8%) di sesso maschile.
La popolazione al di sotto dei 16 anni era pari a 650 unità, mentre la popolazione dai 65 anni in su era pari a 1 090 unità.
La località ha conosciuto un demografico tra il 2016 e il 2019, quando è passata da 4 952  a 4 830 abitanti.

## Geografia antropica

### Suddivisioni amministrative
Buurtschappen:
- Duurkenakker (in parte)
- Karsbadde
- Oude Verlaat
- Tussenklappen.

## Cultura

### Musei
Nel 2005, è stato realizzato a Muntendam il parco Tussen de Venen, dove sono stati ricostruiti alcuni edifici preistorici.